# Stefan Lambijel
Stefan Lambijel (fr. Stéphane Lambiel; rođen 2. aprila, 1985. u Martigny, u Švajcarskoj) je šest puta bio nacionalni pobednik Švajcarske u umetničkom klizanju i Svetski šampion na prvenstvu u Moskvi 2005. On je, takođe, i nosilac srebrne medalje na Olimpijskim igrama 2006. godine u Torinu.

## Biografija
Lambijel je odrastao u Saksonu. Ima sestru Silviju (rođena 1982) i brata Kristofera (rođen 1989). Lambijel živi u Lozani, u Švajcarskoj gde je diplomirao biologiju i hemiju u junu 2004. U međuvremenu, ipak je odlučio da malo odloži postdiplomske studije, kako bi se više posvetio umetničkom klizanju. Zbog letnjeg zatvaranja švajcarskog klizališta ponekad trenira u Nemačkoj tokom tog perioda.
Lambijel je prvi švajcarski klizač kome je pošlo za rukom da osvoji Svetsku titulu i srebrnu medalju na Olimpijadi, još od Hansa Geršvilera koji je osvojio Svetsku titulu 1947. i postao nosilac Olimpijske medalje u umetničkom klizanju 1948. godine.
Na Svetskom šampionatu 2005. godine, ostao je jedini muški klizač koji je izveo dva skoka quadruple toe loops u svom slobodnom sastavu. Kasnije je osvojio srebrnu medalju na Evropskom šampionatu u umetničkom klizanju.
On je napravio sedam trostrukih skokova i dva quadruple toe loops tokom svog slobodnog programa. Osvojio je srebrnu medalju na Olimpijadi 2006, uprkos povredi kolena, i uspeo da napravi veoma tešku 4-3-2 kombinaciju skokova.
Njegov dugogodišnji trener je Peter Griter, a koreograf mu je Salome Brine.
Među navijačima poznat je i pod nadimkom „Mali Princ“.
On i italijanska klizačica Karolina Kostner su kratko vreme bili u vezi.

## Rezultati takmičenja
2006/2007
- NACIONALNI ŠAMPION
- Prvo mesto na takmicenju “Skate Canada”
- Trece mesto na Svetskom prvenstvu u Tokiju

2005/2006
- SVETSKI ŠAMPION u Kalgariju (Kanada)
- SREBRNA medalja na XX Olimpijskim igrama u Torinu
- SREBRNA medalja na Evropskom šampionatu
- Prvo mesto na Grand Prix Final
- NACIONALNI ŠAMPION
- DRUGO MESTO u Kup-u Rusije u St. Pitersburgu
- DRUGO MESTO u Kup-u Kine u Pekingu

2004/2005
- SVETSKI ŠAMPION u Moskvi (Rusija)
- Četvrto mesto na evropskom šampionatu u Torinu (Italija)
- NACIONALNI ŠAMPION

2003/2004
- Četvrto mesto na svetskom šampionatu u Dortmundu (Nemačka)
- Šesto mesto na Evropskom šampionatu u Budimpešti (Mađarska)
- NACIONALNI ŠAMPION
- Peto mestu na Kup-u Rusije u Moskvi

(Novi sistem ocenjivanja)
2002/2003
- 10-to mesto na Svetskom šampionatu u Vašingtonu (SAD)
- 5-to mesto na Evropskom šampionatu u Malmö (Švedska)
- NACIONALNI ŠAMPION
- PRVO MESTO na memorijalnom kupu Ondrej Nepela u Bratislavi (Slovačka)
- PRVO MESTO na 'Les Etoiles de la Glace' u Parizu (Francuska)

2001/2002
- 15-to mesto na Olimpiskim igrama u Solt Lejk Sitiju (SAD)
- 18-to mesto na Svetskom šampionatu u Naganu (Japan)
- 4-to mesto na Evropskom šampionatu u Lausanne (Svajcarska)
- NACIONALNI ŠAMPION
- 6th place at the Grand Prix 'Trophée Lalique' in Paris (France)
- 11-to mesto na Finlandija trofeju u Helsinkiju (Finska)

2000/2001
- 9-to mesto na Evropskom šampionatu u Bratislavi (Slovačka)
- 5-to mesto na Svetskom juniorskom takmičenju u Sofiji (Bugarska)
- NACIONALNI ŠAMPION (Seniorska konkurencija)
- 2-go mesto na Juniorskom Grand prix-u u gradu Meksiku (Meksiko)

1999/2000
- 10-to mesto na Svetskom juniorskom šampionatu u Oberdorfu (Nemačka)
- 7-mo mesto na Juniorskom Grand prix-u 'Piruetten' u Hamaru (Norveška)
- Treće mesto na Juniorskom Grand prix-u 'SBC Kup' u Naganu (Japan)

1998/1999
- Drugo mesto na Evropskom Juniorskom Olimpijskom zimskom festivalu u Propadu (Slovačka)
- NACIONALNI ŠAMPION (Juniorska selekcija)
- Osmo mesto na Juniorskom grand prix-u u St-Gervais (Francuska)
- Osmo mesto na Juniorskom grand prix-u u Pekingu (Kina)

1997/1998
- NACIONALNI ŠAMPION (Juniorska selekcija)

## Spoljašnje veze
- Zvanični sajt
- ISU Profil za Stefana Lambiera
- Stephane Lambiel Linkcollection